# 沈阳市第十一中学
41°53′25″N 123°24′57″E / 41.890307°N 123.415779°E
沈阳市第十一中学，建于1952年，原址位于沈阳北行地区。现搬至沈阳市北郊，原校址出卖。1969年至1971年，曾与岐山一校合并，称沈阳轧钢厂学校。20世纪60年代初，被确定为辽宁省重点中学，1989年成为独立高中，现为寄宿式高中。2002年，搬至沈阳市北郊，现任校长宋申利。